# المنصور عبد الله بن الأفطس
أبو محمد عبد الله بن محمد بن مسلمة أو المنصور بن الأفطس أول حكام طائفة بطليوس من بني الأفطس في عهد ملوك الطوائف في الأندلس.

## نسبه
ينتسب ابن الأفطس إلى أسرة من بلدة فحص البلوط بالقرب من قرطبة يرجح أنها من قبائل مكناسة، غير أن بني الأفطس كانوا ينسبون أنفسهم إلى بني تجيب، وهو ما استنكره المؤرخ الأندلسي ابن حيان القرطبي.

## حكمه لبطليوس
في فترة الفتنة في الأندلس في بدايات القرن الخامس الهجري، استقل سابور الفارسي والي بطليوس من قبل العامريين بالمدينة وبمناطق واسعة من ولاية الغرب الأندلسية وحكمها منفردًا لمدة ثلاثة عشر عامًا. إلا أنه توفي عام 413 هـ، وقد ترك ولدين صغيرين، فأوصى لوزيره عبد الله بن محمد بن مسلمة المعروف بابن الأفطس والذي كان واليًا على ماردة من قبل بالحكم إلى أن يكبر ولديه، إلا أنه استئثر بالحكم لنفسه وتلقّب بالمنصور.
حكم المنصور بن الأفطس مناطق واسعة من أراضي جنوب البرتغال اليوم شملت مدن باجة وماردة ويابرة وأشبونة وشنترين وشنترة وقلمرية وبازو وغيرها. لم يسلم ابن الأفطس في حكمه لبطليوس من أطماع جاره أبي القاسم بن عباد صاحب إشبيلية الذي انتهز ثورة باجة على ابن الأفطس، فبعث بحملة بقيادة ابنه إسماعيل مصحوبًا بقوات من لدن حليفه محمد بن عبد الله البرزالي صاحب قرمونة والتي هاجمت ابن الأفطس وقواته في باجة، وأوقعت به هزيمة ساحقة وقع على إثرها ولد المنصور محمد بن الأفطس أسيرًا لدى البرزالي حتى أطلقه عام 421 هـ.
وفي عام 425 هـ، عاد إسماعيل بن عباد بحملة أخرى عاث فيها بأراضي ابن الأفطس، فأدركه المنصور في طريق عودته بقوة كبيرة، ففر إسماعيل في بعض قواته وأُسر معظم جنده.
استطاع المنصور إخماد ثورة عبد الملك وعبد العزيز ابنى سابور الفارسي في أشبونة، اللذان استقلا بها عن ابن الأفطس لأعوام قبل أن تستردها حملة لابن الأفطس بقيادة ولده محمد، بعد أن أذن لعبد الملك بن سابور بمغادرة المدينة ليقيم في كنف القاضي ابن جهور في قرطبة.

## وفاته
توفي المنصور بن الأفطس في جمادى الأولى 437 هـ، وخلفه ابنه محمد الملقب بالمظفر.